# Puccinellia pannonica
Puccinellia pannonica är en gräsart som först beskrevs av Eduard Hackel, och fick sitt nu gällande namn av Holmb. Puccinellia pannonica ingår i släktet saltgrässläktet, och familjen gräs. Inga underarter finns listade i Catalogue of Life.